# Josh Childress
Joshua Malik „Josh” Childress (ur. 20 czerwca 1983 w Harbor City) – amerykański koszykarz, występujący na pozycjach rzucającego obrońcy lub niskiego skrzydłowego.

## Kariera
W 2001 roku wziął udział w meczu gwiazd amerykańskich szkół średnich McDonald’s All-American. Został też wybrany najlepszym zawodnikiem szkół średnich stanu Kalifornia (California Gatorade Player of the Year).
Josh Childress wybrany został z numerem 6 w drafcie NBA w 2004 roku przez zespół Atlanta Hawks. Swój pierwszy sezon zakończył na trzecim miejscu wśród pierwszoroczniaków pod względem uzyskanych double-double (lepsi byli jedynie Emeka Okafor i Dwight Howard). Przed rozpoczęciem sezonu 2008-2009 podpisał lukratywny kontrakt z greckim Olympiakosem Pireus.
21 października 2017 został zawodnikiem australijskiego Adelaide 36ers. 13 grudnia 2018 dołączył do japońskiego San-en NeoPhoenix.

## Osiągnięcia
Na podstawie, o ile nie zaznaczono inaczej.

### NCAA
- Uczestnik turnieju NCAA (2002–2004)
- Mistrz:
  - turnieju konferencji Pac-10 (2004)
  - sezonu regularnego Pac-10 (2004)
- Most Outstanding Player (MOP=MVP) Pac-12 (2004)
- Zawodnik roku konferencji Pac-10 (2004)[6]
- Zaliczony do:
  - I składu:
    - Pac-10 (2004)
    - turnieju Pac-10 (2004)

  - II składu All-American (2004)
  - składu All-Pac-12 Honorable Mention (2003)

### NBA
- Zaliczony do II składu debiutantów NBA (2005)[7]

### Inne drużynowe
- Wicemistrz:
  - Euroligi (2010)
  - Grecji (2009, 2010)
  - Australii (2018)
- 4. miejsce podczas mistrzostw Grecji (2009)
- Zdobywca pucharu Grecji (2010)
- Finalista pucharu Grecji (2009)
- Uczestnik Final Four Euroligi (2009, 2010)

### Inne indywidualne
(* – nagrody przyznane przez portal eurobasket.com)
- MVP:
  - ligi greckiej (2010)*
  - tygodnia japońskiej B-League (2-krotnie – 2016/17)
- Najlepszy zagraniczny zawodnik ligi greckiej (2010)*
- Skrzydłowy roku ligi greckiej (2010)*
- Uczestnik meczu gwiazd ligi greckiej (2010)
- Zaliczony do:
  - I składu:
    - NBL (2015)
    - ligi greckiej (2010)
    - defensywnego ligi greckiej (2009)*
    - najlepszych zagranicznych zawodników*:
      - ligi:
        - greckiej (2010)
        - japońskiej (2017)

      - Euroligi (2010)

  - II składu:
    - Euroligi (2010)
    - ligi japońskiej (2017)*

  - składu All-Europe Honorable Mention (2010)*
- Lider:
  - strzelców ligi:
    - greckiej (2010)
    - australijskiej NBL (2015)

  - w zbiórkach australijskiej ligi NBL (2015)
  - w blokach NBL (2015)

### Reprezentacja
- Uczestnik igrzysk panamerykańskich (2003 – 4. miejsce)

## Ciekawostki
- Zagościł na okładce gry ESPN College Hoops 2K5
- Należy do niego 17 rekordów Uniwersytetu Stanford, którego barwy reprezentował, zanim trafił do NBA. 6. miejsce w drafcie, z którym został wybrany Childress, również jest najwyższym, jakim mógł legitymować się wychowanek tego uniwersytetu.

## Rekordy
| Punkty                | 26 (2 razy)                         |
| Rzuty z gry (celne)   | 10 (4 razy)                         |
| Rzuty z gry (ogólnie) | 17 przeciwko Golden State Warriors  |
| Rzuty za „3"(celne)   | 3 przeciwko Los Angeles Lakers      |
| Rzuty za „3"(ogólnie) | 4 (4 razy)                          |
| Celne osobiste        | 11 przeciwko Boston Celtics         |
| Rzuty osobiste        | 14 przeciwko Boston Celtics         |
| Zbiórki ofensywne     | 9 przeciwko Detroit Pistons         |
| Zbiórki defensywne    | 10 (2 razy)                         |
| Zbiórki               | 15 przeciwko Golden State Warriors  |
| Asysty                | 8 przeciwko Milwaukee Bucks         |
| Przechwyty            | 5 (2 razy)                          |
| Bloki                 | 3 (6 razy)                          |
| Minut na boisku       | 53 przeciwko Portland Trail Blazers |

### Zobacz
- Josh Childress na NBA.com